# Čaradice
Čaradice (bis 1927 slowakisch auch „Čaradce“; deutsch Tharaditz, ungarisch Csárad) ist eine Gemeinde im Westen der Slowakei mit 545 Einwohnern (Stand 31. Dezember 2024), die zum Kreis Okres Zlaté Moravce, einem Teil des Nitriansky kraj, gehört und in der traditionellen Landschaft Tekov liegt.

## Geographie
Die Gemeinde befindet sich am Übergang vom Hügelland Pohronská pahorkatina in das nördlich gelegene Gebirge Pohronský Inovec. Durch den Ort fließt der Čaradický potok im Einzugsgebiet des Hron. Das Ortszentrum liegt auf einer Höhe von 240 m n.m. und ist 10 Kilometer von Zlaté Moravce entfernt.
Nachbargemeinden sind Obyce im Norden, Tekovské Nemce im Osten, Kozárovce im Süden, Volkovce im Westen sowie Zlaté Moravce und Žitavany im Nordwesten.

## Geschichte
Čaradice wurde zum ersten Mal 1209 als Charat schriftlich erwähnt, als es zur Abtei von Hronský Beňadik gehörte. 1715 wohnten 18 Steuerzahler im Ort, dazu gab es eine Mühle und Weingärten. 1828 zählte man 79 Häuser und 557 Einwohner, die überwiegend als Landwirte beschäftigt waren.
Bis 1918 gehörte der im Komitat Bars liegende Ort zum Königreich Ungarn und kam danach zur Tschechoslowakei beziehungsweise heute Slowakei.

## Bevölkerung
| Jahr                | 1994 | 2004    | 2014    | 2024    |
| ------------------- | ---- | ------- | ------- | ------- |
| Anzahl der Personen | 555  | 517     | 515     | 545     |
| Unterschied         |      | −6,84 % | −0,38 % | +5,82 % |

| Jahr                | 2023 | 2024    |
| ------------------- | ---- | ------- |
| Anzahl der Personen | 534  | 545     |
| Unterschied         |      | +2,05 % |

Gemäß der Volkszählung 2011 wohnten in Čaradice 511 Einwohner, davon 493 Slowaken, acht Magyaren sowie jeweils ein Bulgare, Deutscher, Jude und Russe. Sechs Einwohner machten keine Angabe zur Ethnie.
439 Einwohner bekannten sich zur römisch-katholischen Kirche, drei Einwohner zur Evangelischen Kirche A. B., zwei Einwohner zur griechisch-katholischen Kirche sowie jeweils ein Einwohner zur apostolischen Kirche, zur jüdischen Gemeinde und zur orthodoxen Kirche; zehn Einwohner gaben eine andere Konfession an. 22 Einwohner waren konfessionslos und bei 30 Einwohnern wurde die Konfession nicht ermittelt.

## Verkehr
Nahe dem Ort verläuft die Schnellstraße R1 zwischen Trnava und Banská Bystrica, mit der Ausfahrt Čaradice (80). Der nächste Bahnanschluss befindet sich in Hronský Beňadik.